# Coronado Filters
Coronado Filters – amerykańska firma specjalizująca się w produkcji teleskopów słonecznych z serii SolarMax oraz Personal Solar Telescope (PST). Teleskopy te umożliwiają obserwacje Słońca w paśmie zjonizowanego wodoru (h-alpha) oraz zjonizowanego wapnia (CaK).